# Soldiers Under Command
Soldiers Under Command és la segona gravació d'estudi i el primer àlbum complet de Stryper. Fou publicat el 1985 i esdevingué el primer disc de Christian metal que arribà a la categoria de disc d'or, en superar el mig milió de còpies venudes.

## Llista de cançons
1. "Soldiers Under Command" (Michael Sweet, Robert Sweet)–5:03
2. "Makes Me Wanna Sing" (M. Sweet)–2:51
3. "Together Forever" (M. Sweet)–4:03
4. "First Love" (M. Sweet)–5:43
5. "The Rock That Makes Me Roll" (M. Sweet)–4:56
6. "Reach Out" (M. Sweet, R. Sweet)–5:21
7. "(Waiting For) A Love That's Real" (M. Sweet)–4:36
8. "Together as One" (M. Sweet)–5:01
9. "Surrender" (M. Sweet)–4:28
10. "Battle Hymn of the Republic" (Julia Ward Howe, M. Sweet)–2:36

## Músics

### Oficials
- Michael Sweet - veu i guitarra
- Robert Sweet - bateria
- Tim Gaines - baix, teclats, piano i veus
- Oz Fox - guitarra i veus

### Col·laboradors
- Christopher Currell - synclavier i guitarra
- John Van Tongeren - baix, teclats i piano

### Singles
- Soldiers Under Command / Together as One- Publicat l'11 de juny de 1985
- Reach Out / Together as One - Publicat el 30 de setembre de 1985

## Producció
- Michael Wagener - productor i enginyer